# Лаубуру

Лаубуру

Лаубуру (баск. Lauburu — чотири голови) або баскський хрест — один з головних і найстаріших баскських символів.
Лаубуру символізує сонце, що рухається — важливий елемент баскської міфології, який має здатність відганяти злі сили та притягати добробут і здоров'я.
Цей знак є схожим на свастику, але його кути схожі на краплі води або на голови (звідки й походить назва). Невідомо, яким чином лаубуру з'явився в баскській культурі.
Найпоширенішими є три теорії:
1. баскське походження
2. азійське походження (знак могли принести пращури басків);
3. кельтське походження;

Ще в давні часи лаубуру був національним символом басків, нині його використовують різноманітні баскські політичні організації.